# レイ・ドーン・チョン
レイ・ドーン・チョン（Rae Dawn Chong 1961年2月28日 - ）は、カナダの女優。

## 来歴
エドモントン生まれ。父トミー・チョンは「チーチ&チョン」の活動で知られるコメディアン。父親は中国・スコットランド・アイルランド・フランスの、母親は黒人とチェロキー族の血を引いている。妹のロビー・チョンもモデル・女優。妹共々祖母（父親の母）のもとで育てられた。12歳から子役として俳優活動を始める。
1981年、映画『人類創世』で注目され、ジニー賞を受賞。1987年、ミック・ジャガー主演の『ランニン・アウト・オブ・ラック』に出演、さらにそのミュージック・ビデオにも出演した。
『ミスター・ソウルマン』で共演したC・トーマス・ハウエルと1989年に結婚したが、翌1990年に離婚。
1998年にハワイ州マウイのレストランを訪れた際にそこで働いていた1人の青年をスカウトし、自身の監督作品『Cursed Part 3』で映画デビューさせた。この青年こそ後にスター俳優としてその名を知られることになるクリス・プラットである。

## 主な出演作品
- 人類創世 Quest for Fire (1981)
- チューズ・ミー Choose Me (1984)
- チーチ&チョンのコルシカン・ブラザーズ Cheech & Chong's The Corsican Brothers (1984)
- ビート・ストリート Beat Street (1984)
- 処刑都市 Fear City (1984)
- アメリカン・フライヤーズ American Flyers (1985)
- コマンドー Commando (1985)
- カラーパープル The Color Purple (1985)
- ミスター・ソウルマン Soul Man (1986)
- ランニン・アウト・オブ・ラック Running Out of Luck (1987)
- マンハッタンミステリー/ 消えた黒い箱 The Squeeze (1987)
- 暴力教室'88 The Principal (1988)
- フロム・ザ・ダークサイド 3つの闇の物語 Tales from the Darkside: The Movie (1990) 第3話「恋人たちの誓い」
- ファーアウトマンだ! Far Out Man (1990)
- チェイン・ジャンクション Chaindance (1990)
- 愛に渇いて Denial (1990)
- ジェラシー/もう一度あの頃のように When the Party's Over (1992)
- メルローズ・プレイス Melrose Place (1992 - 1993) テレビドラマ
- ブールバード/悪が眠る街 Boulevard (1994)
- クライング フリーマン Crying Freeman (1995)
- 新アウターリミッツ The Outer Limits (1995) テレビドラマ
- ベスト・ショット The Break (1995)
- ハイダウェイ Hideaway (1995)
- 暗黒の戦士 ハイランダー Highlander: The Series (1996) テレビドラマ
- コマンドライン/グッバイ・アメリカ Goodbye America (1997)
- 超隕石〜ファンタスティック・フォース〜 Deadly Skies (2005) テレビ映画
- ハッピーニート おちこぼれ兄弟の小さな奇跡 Jeff, Who Lives at Home (2011)